# Chiesa di San Silvestro a Ruffignano
La chiesa di San Silvestro a Ruffignano è un luogo di culto cattolico che si trova nella periferia collinare a Nord di Firenze.

## Storia e descrizione

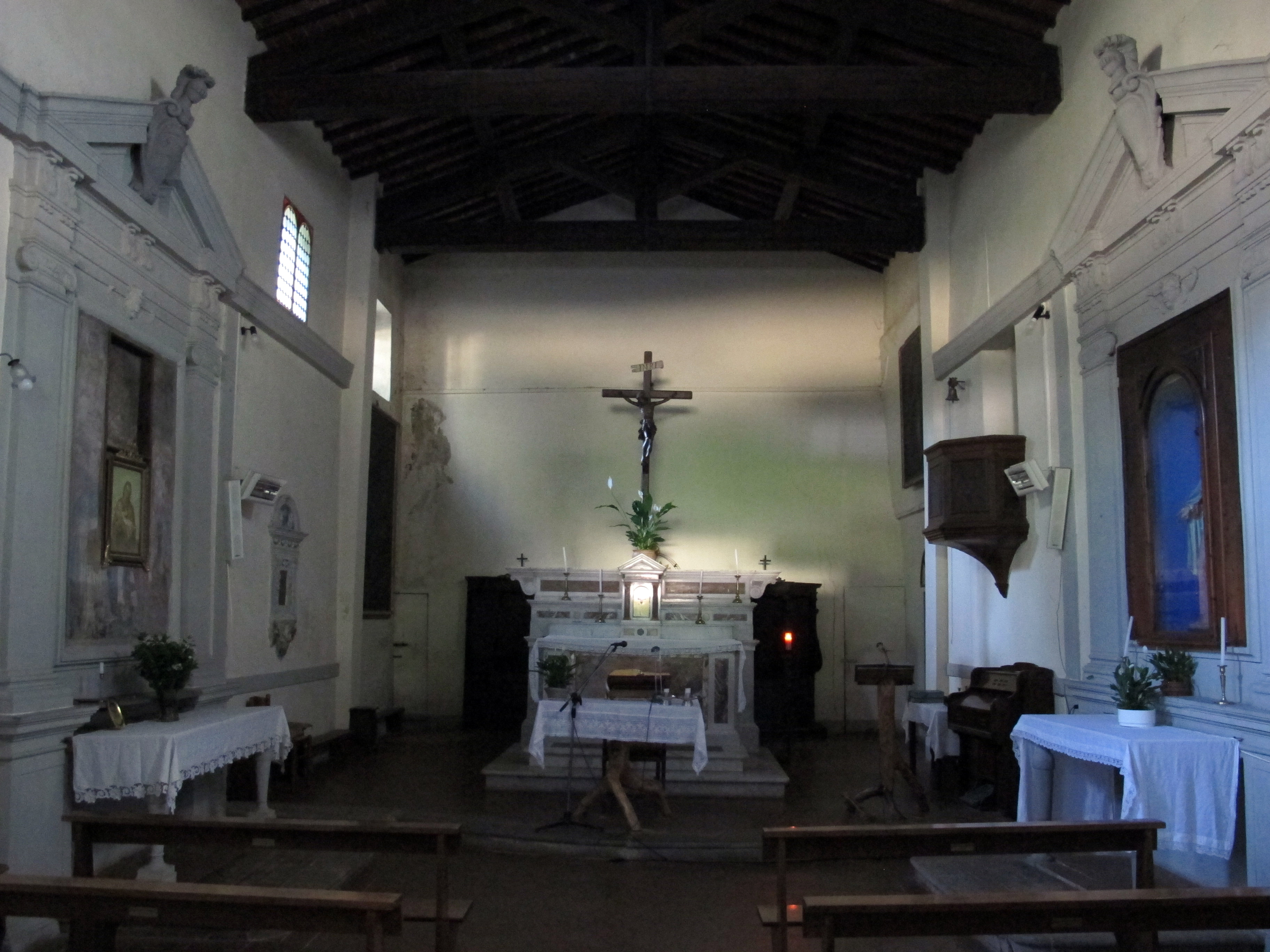
L'interno

Alle pendici del Monte Morello, sulla via di Cercina, nella amena zona collinare dal toponimo di epoca romana, sorge la chiesetta, della quale si hanno notizie documentate sin dall'XI secolo come dipendente dall'abbazia di Nonantola nel modenese. Il patronato passò dai monaci benedettini alla famiglia Ricci Albani e all'Ospedale di Santa Maria Nuova. La chiesa costituita in parrocchia non conserva tracce della sua antichità perché più volte ricostruita a causa dell'instabilità del suolo, mentre si è salvata l'antica torre campanaria, anche se è stata spesso restaurata.
È preceduta da un loggiato moderno ed all'interno è conservato un ciborio robbiano del Cinquecento, donato alla chiesa nel 1899.